# Guus Rimmelzwaan
Guus F. Rimmelzwaan (* 1959) ist ein niederländischer Virologe und Immunologe.
Rimmelzwaan studierte in an der Freien Universität Amsterdam (Bachelor-Abschluss 1981 und Master-Abschluss in medizinischer Biologie 1985) und wurde an der Universität Utrecht mit einer am National Institute for Public Health and the Environment in Bilthoven angefertigten Doktorarbeit 1990 promoviert (Dissertation: Canine parvovirus infection: Novel approaches to diagnosis and immune prophylaxis.). Als Post-Doktorand arbeitete er dort an Impfstoffen gegen das FIV und 1992 bis 1994 an Impfstoffen gegen HIV-1 am Academic Medical Center in Amsterdam und am National Cancer Institute in Frederick (Maryland). Seit 1994 war er Gruppenleiter „Grippe-Immunologie“ am Erasmus Medical Center der Universität Rotterdam, wo er 2008 Assistenzprofessor und 2009 Professor wurde. 2018 erhielt er eine Humboldt-Professur an der Tierärztlichen Hochschule Hannover. Er hatte im August 2021 laut Google Scholar einen h-Index von 102, laut Scopus einen von 81.
Rimmelzwaan forscht besonders zu Grippeviren (unter anderem auch zu den Erregern der Vogelgrippe). Unter anderem untersuchte er die Möglichkeit der Verbreitung von Grippeviren des Menschen über Katzen. Er beschrieb die Rolle von zytotoxischen T-Zellen (T-Killerzellen) bei der Abwehr gegen Grippeviren nach und untersuchte mögliche Impfstoffentwicklungen, die auf diesen T-Killerzellen basieren statt auf der Bildung von Antikörpern über B-Zellen wie übliche Impfstoffe. Die T-Killerzellen töten befallene Zellen ab und reagieren auf virusinterne Proteine statt auf die bei Grippeviren schnell mutierenden Oberflächenproteine. Er befasst sich auch mit weiteren Themen zu Impfstoffen gegen Influenzaviren sowie mit Virus-Wirt-Wechselwirkungen und der Art und Weise, wie Viren der Immunabwehr zu entkommen versuchen.
2003 war er Mitglied einer Gruppe, die das Sars-Coronavirus als Verursacher von schweren Atemwegssyndromen nachwies und er belegte, dass Katzen und Frettchen zum Reservoir des Virus gehören.

## Schriften (Auswahl)
- mit E. C. J. Claas u. a.: Human influenza A H5N1 virus related to a highly pathogenic avian influenza virus, The Lancet, Band 351, 1998, S. 472–477
- mit R. A. M. Fouchier u. a.: Detection of influenza A viruses from different species by PCR amplification of conserved sequences in the matrix gene, Journal of Clinical Microbiology, Band 38, 2000, S. 4096–4101
- mit T. Kuiken u. a.: Newly discovered coronavirus as the primary cause of severe acute respiratory syndrome, The Lancet, Band 362, 2003, S. 263–270
- mit B. E. E. Martina u. a.: SARS virus infection of cats and ferrets, Nature, Band 425, 2003, S. 915
- mit D. Van Riel u. a.: H5N1 virus attachment to lower respiratory tract, Science, Band 312, 2004, S. 399
- mit D. J. Smith u. a.: Mapping the antigenic and genetic evolution of influenza virus, Science, Band 305, 2004, S.  371–376
- mit R. Fouchier u. a.: Avian influenza A virus (H7N7) associated with human conjunctivitis and a fatal case of acute respiratory distress syndrome, Proc. Nat. Acad. Sci. USA, Band 101, 2004, S. 1356–1361
- mit T. Kuiken u. a.: Avian H5N1 influenza in cats, Science, Band 306, 2004, S. 241
- mit Ron Fouchier, Albert Osterhaus u. a.: Characterization of a novel influenza A virus hemagglutinin subtype (H16) obtained from black-headed gulls, Journal of Virology, Band 79, 2005, S. 2814–2822
- mit T. Kuiken u. a. Host species barriers to influenza virus infections, Science, Band 312, 2006, S. 394–397
- mit C. A. Russell u. a.: The global circulation of seasonal influenza A (H3N2) viruses, Science, Band 320, 2008, S. 340–346
- mit V. J. Munster u. a.: Pathogenesis and transmission of swine-origin 2009 A (H1N1) influenza virus in ferrets, Science, Band 325, 2009, S. 481–483
- mit S. Herfst u. a.: Airborne transmission of influenza A/H5N1 virus between ferrets, Science, Band 336, 2012, S. 1534–1541
- mit B. F. Koel u. a.: Substitutions near the receptor binding site determine major antigenic change during influenza virus evolution, Science, Band 342, 2013, S. 976–979